# Heterotropus nigrinanus
Heterotropus nigrinanus är en tvåvingeart som beskrevs av Seguy 1930. Heterotropus nigrinanus ingår i släktet Heterotropus och familjen svävflugor.
Artens utbredningsområde är Tunisien. Inga underarter finns listade i Catalogue of Life.